# Communauté de communes du Pays paroupian
La communauté de communes du Pays paroupian était un établissement public de coopération intercommunale (EPCI) français, situé dans le département de la Gironde, en région Aquitaine.

## Historique
Au 1er janvier 2014, la communauté de communes du Pays paroupian a fusionné avec la communauté de communes du Pays de Langon et la communauté de communes du canton de Villandraut pour former la communauté de communes du Sud Gironde. Cette fusion a été actée par arrêté préfectoral en date du 23 décembre 2013.
La communauté de communes du Pays paroupian a rejoint en fin d’année 2008 le Pays des Landes de Gascogne.

## Composition
La communauté de communes du Pays paroupian  était composée des sept communes suivantes :
| Nom                      | Code Insee | Gentilé      | Superficie (km2) | Population (dernière pop. légale) | Densité (hab./km2) |
| ------------------------ | ---------- | ------------ | ---------------- | --------------------------------- | ------------------ |
| Saint-Symphorien (siège) | 33484      | Paroupians   | 106,29           | 1 829 (2014)                      | 17                 |
| Balizac                  | 33026      | Balizacais   | 41,78            | 486 (2014)                        | 12                 |
| Hostens                  | 33202      | Hostensois   | 57,64            | 1 342 (2014)                      | 23                 |
| Louchats                 | 33251      | Louchatais   | 39,24            | 729 (2014)                        | 19                 |
| Origne                   | 33310      | Orignais     | 27,19            | 182 (2014)                        | 6,7                |
| Le Tuzan                 | 33536      | Tuzannais    | 18,00            | 273 (2014)                        | 15                 |
| Saint-Léger-de-Balson    | 33429      | Léodegariens | 38,04            | 339 (2014)                        | 8,9                |

## Administration
| Période                                  | Période | Identité          | Étiquette | Qualité                                                                          |
| ---------------------------------------- | ------- | ----------------- | --------- | -------------------------------------------------------------------------------- |
| 2008                                     | 2013    | Laurence Harribey | DVG       | adjointe au maire de Balizac, 2e vice-présidente de la CC du Sud Gironde (2014-) |
| Les données manquantes sont à compléter. |         |                   |           |                                                                                  |